# Операција Требевић
Операција Требевић је била војна операција која је била преузета од стране Армије Републике Босне и Херцеговине да би се одбациле снаге Војске Републике Српске и песјеко пут Лукавица–Пале.

## Операција
У ноћи између 29. и 30. маја јединице 1. корпуса АРБиХ прешле су Велико и Мало точило, ушли у дубину положаја непријатеља, дошли до Дома инвалида и ту су чекали заповијед за напад. Први корпус АРБиХ покренуо је офанзиву 30. маја 1993. године око 11 сати, из правца Широкача–Хрди са намјером да пресјече пут између Лукавице и Пала. Артиљеријска паљба 1. корпуса АРБиХ је била релативно добра и снаге 1. ббр у нападу пробиле су линију одбране Сарајевско-романијског корпуса и избили неколико стотина метара од парка "Добре Воде". Избивши на ову линију примају отворену снажну контра артиљеријску паљбу од стране ВРС. Артиљерија удара по великом броју АРБиХ војника концентрисаном на малом простору, уз велике губитке враћају се на полазне положаје. У овом нападу погинуло је 29 војника АРБиХ, а 64 је рањено.

## Последице
Јужно од Сарајева 11. јула 1993. Срби су ослободили Трново, а последњих дана јула и почетком августа 1993. наставили су напредовање на запад и изашли су на Бјелашницу и Игман. Операција Лукавац 93 је завршена потпуном победом ВРС-а. До августа јединице ВРС заузеле су још и превоје Рогој и Гребак, Трескавицу, те делове Игмана и Бјелашнице.